# Czarny Orfeusz
Czarny Orfeusz (port. Orfeu Negro) – brazylijsko-francusko-włoski komediodramat muzyczny z 1959 roku w reżyserii Marcela Camusa. Adaptacja sztuki Orfeu da Conceição autorstwa Viniciusa de Moraesa, przenoszącej starogrecki mit o Orfeuszu i Eurydyce w realia współczesnej faweli w Rio de Janeiro podczas karnawału. Obraz uhonorowano Złotą Palmą na 12. MFF w Cannes oraz Oscarem dla najlepszego filmu nieanglojęzycznego.

## Fabuła
Czarnoskórzy mieszkańcy ze slumsów Rio de Janeiro przygotowują się do nadchodzącego karnawału. Tramwajarz Orfeu zakochuje się w naiwnej dziewczynie z prowincji o imieniu Eurydice. Chłopak jest jednak zaręczony z zazdrosną o niego Mirą.

## Obsada
- Breno Mello – Orfeusz
- Marpessa Dawn – Eurydyka
- Lourdes de Oliveira – Mira
- Léa Garcia – Serafina
- Adhemar da Silva – Śmierć
- Alexandro Constantino – Hermes
- Waldemar De Souza – Chico
- Jorge Dos Santos – Benedito
- Aurino Cassiano – Zeca
- Fausto Guerzoni – Fausto